# Prostitución en Corea del Norte
La prostitución en Corea del Norte es ilegal y no es visible para los visitantes. Presuntamente, el kippumjo proporciona servicios sexuales para los miembros de alto rango del régimen. Por otra parte, varias de las mujeres que migran hacia China, se insertan al mundo de la prostitución.

## Prostitución privada
Bajo el artículo 261 del Código Penal, la prostitución es sancionada por 2 años de trabajos forzados si se realiza "múltiples veces". Según la analista de la CIA, Helen-Louise Hunter, durante la era de Kim Il-sung no había una prostitución organizada, pero aun así era practicada de forma muy discreta, cerca de las estaciones de trenes y restaurantes. Mientras los desertores norcoreanos han dicho de que existe una prostitución generalizada, los turistas afirman que no han podido presenciar ese oficio en el país.

## Kippumjo
El kippŭmjo es un presunto grupo selectivo de aproximadamente 2000 mujeres y niñas que son mantenidas por jefe de Estado de Corea del Norte con el fin de que proporcionen placer, generalmente de naturaleza sexual, y entretenimiento para funcionarios de alto rango, oficiales y familiares del Partido del Trabajo de Corea, así como para invitados distinguidos. Sus prostitutas son conocidas como manjokcho (만족조 ''equipo(s) de satisfacción'') y están organizados como parte del kippŭmjo, el cual reclutan jóvenes vírgenes de entre 14 y 20 años, quienes reciben un entrenamiento de 20 meses, y usualmente, cuando cumplen 25 años, son "ordenadas a casarse con guardias de [Kim Jong-il] o de héroes nacionales". Cuando una niña es escogida para ser parte del kippŭmjo, es imposible rechazar la petición, incluso si ella es la hija de un funcionario. La manjokcho debe tener relaciones sexuales con funcionarios masculinos de alto rango del partido. Sus servicios no son disponibles para el resto de la población masculina del país. No todas las kippŭmjo trabajan como prostitutas; entre otras actividades, consisten en realizar masajes, cantar y bailar semidesnudas.

## Tráfico sexual
Corea del Norte es un país de origen para mujeres y niños que son víctimas del tráfico sexual. La Oficina de Monitoreo y Combate el Tráfico de Personas del Departamento de Estado de los Estados Unidos, posicionó a Corea del Norte como país de 'Nivel 3'.

### Prostitución de norcoreanos en China
Algunas mujeres norcoreanas que migran hacia China, se convierten en prostitutas, ya sea de forma voluntaria o forzosa. Según la Comisión Investigadora de la ONU de los Derechos Humanos, cuando las mujeres son repatriadas hacia Corea del Norte, son sometidas a abortos forzados y sus hijos de razas mixtas son sometidos al infanticidio.[cita requerida] No obstante, se debe tener presente que en ocasiones la ONU ha podido realizar falsas declaraciones para decantar opiniones públicas por intereses organizativos.